# Paerisades IV
Paerisades IV, död 125 f. Kr., var regerande kung av Bosporanska riket mellan 150 och 125 f. Kr.